# Атбасарский артезианский бассейн
Атбасарский артезианский бассейн — артезианский бассейн на северо-западе Акмолинской области Казахстана, в центральной части Тенизской впадины. Исследован в связи с освоением целинных и залежных земель в 1954—1960-х годах. Площадь — 40 тысяч км². Подземные воды залегают в песчаниках и известняках карбона и перми на глубинах от 50 до 150 метров. В отдельных местах вода, фонтанируя, выходит на поверхность. Дебит каждой скважины от 100 до 1300 м³/сутки. Минерализация 1—3 г/л. Состав воды гидрокарбонатный и хлоридный. Общие запасы воды составляют около 10-12 млрд м³.